# Alexander Sigismund van Palts-Neuburg

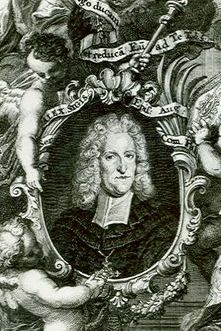
Alexander Sigismund van Palts-Neuburg.

Alexander Sigismund van Palts-Neuburg (Neuburg an der Donau, 16 april 1663 – Augsburg, 24 januari 1737) was van 1690 tot aan zijn dood bisschop van Augsburg. Hij behoorde tot het huis Palts-Neuburg.

## Levensloop
Alexander Sigismund was de vijfde zoon van vorst Filips Willem van Palts-Neuburg uit diens tweede huwelijk met Elisabeth Amalia, dochter van landgraaf George II van Hessen-Darmstadt. Als jongere zoon werd hij voorbestemd voor een kerkelijke loopbaan. Zijn opvoeding werd toevertrouwd aan de Jezuïeten. 
In 1681 zorgde zijn dooppeter, bisschop Johann Christoph von Freyberg van Augsburg, ervoor dat Alexander Sigismund tot coadjutor van dit bisdom werd benoemd. In 1689 werd hij officieel tot priester gewijd en in 1690 volgde Alexander Sigismund zijn dooppeter op als bisschop van Augsburg. In deze functie vervulde hij vele activiteiten en hervormde hij de hofhouding en het financiële wezen. Ook bekommerde hij zich om de steden- en de stratenbouw en versterkte hij de zielenzorg door regelmatig huisbezoeken te doen. Na de uitwerkingen van de Spaanse Successieoorlog kon hij zijn aartsbisdom al snel weer economische welvaart brengen.
Alexander Sigismund leed aan een tot vandaag niet uitgeklaarde ziekte, gekenmerkt door melancholie en aanhoudende zware misselijkheid. De bisschop van Konstanz, Johann Franz Schenk von Stauffenberg, maakte daar misbruik van om het coadjutorschap in Augsburg na te streven en probeerde de paus en het keizerlijk hof in Wenen ervan te overtuigen dat Alexander Sigismund niet bekwaam was om te regeren. In 1714 werd Schenk von Stauffenberg onrechtmatig tot coadjutor verkozen, wat bevestigd werd door de paus en de keizer, maar ook door Alexander Sigismunds broer, keurvorst Johan Willem van de Palts. In 1718 werd hij genezen verklaard en kon hij zijn verantwoordelijkheden als bisschop terug opnemen. Ook zette hij zijn hervormingspolitiek verder.
In januari 1737 stierf hij op 73-jarige leeftijd.
- Gemeinsame Normdatei: 121822036
- International Standard Name Identifier: 0000 0000 3924 5946
- Library of Congress Control Number: nb99176347
- Nationale Bibliotheek van Tsjechië: xx0144226
- Nationale Bibliotheek van Polen: a0000002378457
- RKD-Nederlands Instituut voor Kunstgeschiedenis: 490402
- Système universitaire de documentation: 073266787
- Virtual International Authority File: 67333011
- WorldCat: E39PBJx4jr3WKMcP4PkqJwJFKd